# Дора Бутбі
Дора Бутбі (англ. Dora Boothby; 2 серпня 1881 — 22 лютого 1970) — колишня британська тенісистка. Срібна призерка літніх Олімпійських ігор 1908 року в Лондоні. Перемагала на турнірах Великого шолома в одиночному та парному розрядах.

## Фінали турнірів Великого шолома

### Одиночний розряд (1–2)
| Результат | Рік   | Турнір               | Покриття | Суперниця               | Рахунок       |
| --------- | ----- | -------------------- | -------- | ----------------------- | ------------- |
| Перемога  | 19091 | Вімблдонський турнір | Трава    | Аґнес Мортон            | 6–4, 4–6, 8–6 |
| Поразка   | 1910  | Вімблдонський турнір | Трава    | Доротія Ламберт Чамберс | 2–6, 2–6      |
| Поразка   | 1911  | Вімблдонський турнір | Трава    | Доротія Ламберт Чамберс | 0–6, 0–6      |

### Парний розряд (1 перемога)
| Результат | Рік  | Турнір               | Покриття | Партнерка        | Суперниці                              | Рахунок          |
| --------- | ---- | -------------------- | -------- | ---------------- | -------------------------------------- | ---------------- |
| Перемога  | 1913 | Вімблдонський турнір | Трава    | Вініфред Макнейр | Шарлотта Купер Доротія Ламберт Чамберс | 4–6, 2–4 retired |